# Bang Kho Laem
Bang Kho Laem (thailändisch บางคอแหลม, bāːŋ kʰɔ̄ː lɛ̌ːm) ist einer der 50 Bezirke (Khet) in Bangkok, der Hauptstadt von Thailand. Bang Kho Laem ist ein südlicher Stadt-Distrikt am Ostufer des Mae Nam Chao Phraya (Chao-Phraya-Fluss).

## Geographie
Bang Kho Laem liegt an einer Biegung des Mae Nam Chao Phraya, der den Bezirk von Nordwesten, Westen und Süden umfließt. Im Norden wird der Bezirk vom Khlong Kruai, von der Phai-Ngoen-Straße und der Soi Wat Phai Ngoen begrenzt, im Osten von der Sathu-Pradit-Road und vom Chaloem Maha Nakhon Expressway.
Die benachbarten Bezirke sind im Uhrzeigersinn von Norden aus: Sathon und Yan Nawa sowie Rat Burana, Thonburi und Khlong San (die letzten drei liegen auf der anderen Uferseite des Mae Nam Chao Phraya).

## Geschichte
Bang Kho Laem war ursprünglich Teil des Landkreises (Amphoe) Ban Thawai der Provinz Phra Pradaeng. Später wurde Ban Thawai der Provinz Phra Nakhon untergeordnet und in Yan Nawa umbenannt. Im Jahr 1972 wurden die Provinzen Thonburi und Phra Nakhon zu „Krung Thep Maha Nakhon“ (also Bangkok) zusammengelegt, dabei wurde Bang Khae ein Unterbezirk von Phasi Charoen. Die Verwaltungseinheiten der neuen Hauptstadt wurden beibehalten, nur wurden die Amphoe in Khet umbenannt, die Tambon in Khwaeng, so wurde aus dem Amphoe Yan Nawa (อำเภอยานนาวา) der Khet Yan Nawa (เขตยานนาวา).
Eine Zweigstelle des Bezirksamts von Yan Nawa wurde am 18. April 1989 errichtet, um die drei Unterbezirke Bang Kho Laem, Wat Phraya Krai und Bang Khlo zu übersehen. Am 9. November 1989 wurde diese Zweigstelle zu einem selbständigen Bezirk mit dem Namen Bang Kho Laem.

## Sehenswürdigkeiten
- Die Krungthep-Brücke (engl.: „Bangkok Bridge“) wurde am 25. Juni 1959 als zweite Brücke über den Chao Phraya eröffnet.
- Asiatique The Riverfront ist ein Freizeitkomplex am Ufer des Chao Phraya, mit Restaurants, Geschäften und einem Riesenrad. Das Gelände war um 1900 ein Pier für den Teakholzhandel der dänischen Østasiatiske Kompagni. Die jetzigen Geschäftsgebäude imitieren das Aussehen der alten Hafenspeicher. Die Anlage wird vor allem in den Abendstunden frequentiert.

## Verwaltung
Der Bezirk ist in drei Unterbezirke (Khwaeng) gegliedert:
| Nr. | Name Khwaeng   | Thai       | Einw.  |
| --- | -------------- | ---------- | ------ |
| 1.  | Bang Kho Laem  | บางคอแหลม  | 25.645 |
| 2.  | Wat Phraya Kri | วัดพระยาไกร | 28.399 |
| 3.  | Bang Khlo      | บางโคล่     | 39.464 |